# Оріхове (Старобільський район)
Оріхове — село в Україні, у Чмирівській сільській громаді Старобільського району Луганської області. Населення становить 239 осіб (за переписом 2001 року).
Вулиці: вул. В'їзна, вул. Центральна, вул. Молодіжна, вул. Лісна, вул. Будівельна.

### Російсько-українська війна
24 лютого 2022 року Росія розпочала широкомасштабне російське вторгнення в Україну.
Попри опір мешканців області, військовим командуванням прийнято рішення зайняти оборону на західних кордонах області, тож вже до кінця лютого російські окупаційні війська контролювали автодорогу Р07 від державного кордону через Оріхове до Чмирівки. В цей же час інша частина російських військ просувалась північніше Оріхового - через Марківку та Веселе в напрямку Чмирівки.
На початку березня 2022 року Оріхове, перебуваючи в повному оточенні російських окупантів, потрапило під окупацію.

## Влада
Адміністративним центром для Оріхового було село Вишневе, де знаходилась Вишнева сільська рада (знаходилась за адресою с. Вишневе, вул. Новобудівельна, 11).
25 жовтня 2015 року за результатами чергових місцевих виборів Оріхове увійшло до складу новоствореної ОТГ — утворилася Чмирівська сільська громада з адміністративним центром у с. Чмирівка (Чмирівська сільська рада знаходиться за адресою с. Чмирівка, вул. Запорізька, 15).
До складу також увійшли села Вишневе та Новоомелькове (Вишнева сільська рада); села Чмирівка, Запорізьке та селище Степове (Чмирівська сільська рада); села Бутове та Піщане (Бутівська сільська рада).
2020 року відбулося укрупнення ОТГ за рахунок приєднання сіл Шпотине, Тецьке, Сенькове, Веселе, Петрівське, Роздольне, Тарабани, Антонівка, Садки, Західне, Лозове, Караяшник, Бондареве, Березове.
Орган місцевого самоврядування, їх керівники та представники в них :
| 2010—2015      |  | Скребцов Григорій Якович   | Обраний головою Вишневої сільської ради на виборах 31 жовтня 2010 року. Повноваження від 01 листопада 2010 року. Освіта вища. Член Партії регіонів. Суб'єкт висування Партія регіонів. |
| 2015—2016      |  | -                          | Утворення ОТГ |
| 2016—2021      |  | Войтенко Сергій Онисимович | За результатами виборів 18 грудня 2016 року обраний головою Чмирівської сільської ради. (1954 р.н., освіта вища - вчений агроном) |
| 2016—2021      |  | Скребцов Григорій Якович   | заступник голови з питань діяльності виконавчого комітету, член Виконавчого комітету Чмирівської сільської ради. |
| 2016—2021      |  | Шарій Ольга Олексіївна     | За результатами виборів 18 грудня 2016 року обрана депутатом до Чмирівської ради від виборчого округу 26 (с. Новоомелькове, с. Оріхове) |
| 2016—2021      |  | Жукова Лілія Вікторівна    | В/о старости |
| 2020—2024*     |  | Яришев Сергій Миколайович  | Обраний Чмирівським сільським головою Чмирівської сільської ради на виборах 25 жовтня 2020 року на території Чмирівської сільської громади. Від квітня 2022 року здійснення повноважень стало неможливим в зв'язку з російською окупацією. |
| 2020—2024*     |  | Шарій Ольга Олексіївна     | Обрана депутатом Чмирівським сільської ради на виборах 25 жовтня 2020 року на території Багатомандатного виборчого округу №6 з виборів депутатів Чмирівської сільської ради (орієнтовна кількість виборців - 883, Мандатів - 2, Межі - с. Вишневе, с. Новоомелькове, с. Оріхове, с. Шпотине, с. Тецьке, с. Сенькове) Чмирівської сільської громади. Від квітня 2022 року здійснення повноважень стало неможливим в зв'язку з російською окупацією. |
| липень 2022—   |  | Войтенко Сергій Онисимович | Колаборант, екс-голова Чмирівської сільської ради перейшов на бік російських окупантів та став керівником окупаційного "центру життєдіяльності громади" |
| вересень 2022— |  | Видиш Валерій Миколайович  | Начальник Чмирівської СВЦА призначений Указом Президента України. Раніше, 23 вересня 2022 року Президент України Володимир Зеленський підписав указ про утворення 20 військових адміністрацій населених пунктів Луганської області, зокрема утворена Чмирівська сільська військова адміністрація Старобільського району. Чмирівська СВЦА тимчасово знаходиться в м. Рівне.                                                                         |

## Населення
Станом на 5 грудня 2001 року в Оріховому проживало 236 осіб (дані першого Всеукраїнського перепису населення — поки єдиний перепис населення незалежної України).
Станом на 1 жовтня 2017 року в Оріховому проживало 103 особи — 50 чоловіків та 53 жінки (дані Соціального паспорта Чмирівської ОТГ)
Станом на 01 січня 2018 року в Оріховому проживає 134 особи ( дані Відомості про територіальні громади)

### Мова
Розподіл населення за рідною мовою за даними перепису 2001 року:
| Мова       | Кількість | Відсоток |
| ---------- | --------- | -------- |
| українська | 231       | 96.65%   |
| російська  | 8         | 3.35%    |
| Усього     | 1135      | 100%     |

## Транспорт
Через село проходить автошлях Р07, яким Оріхове з'єднане з містами Старобільськ, Біловодськ та іншими в Луганській області.

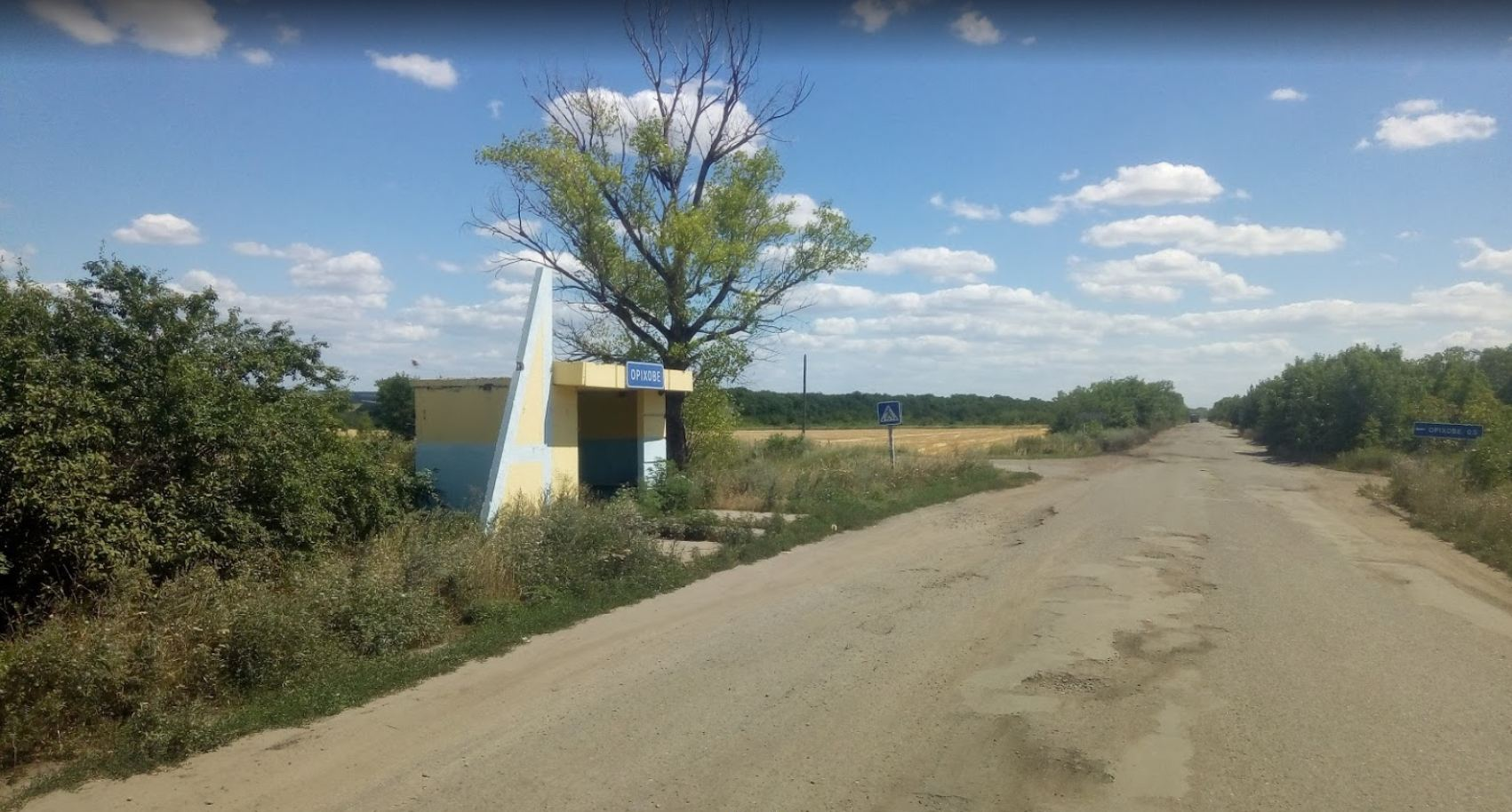
Зупинка с. Оріхове (по трасі)

Ключовий автобусний маршрут — «Мілове — Рубіжне» працює щоденно.
Автобусний маршрут — «Старобільськ — Тецьке» працює з вівторка по суботу (заїжджає в село).
В селі наявні 3 зупинки для громадського транспорту :
- с. Оріхове (по трасі; балансоутримувач — Служба автомобільних доріг у Луганській області);
- с. Оріхове (на вул. В'їзній);
- с. Оріхове Центр (на перетині вул. Молодіжної та центральної; не використовується).

Грунтовою дорогою з'єднане з автошляхом {{Автошлях Т|1308}}.

## Зв'язок
На початок 2022 року село покрито проводовим телефонним зв'язком Укртелеком та мобільним зв'язком Vodafone Україна, Київстар, lifecell та Інтертелеком.
Більшість заселеної території покрита швидкісним мобільним доступ до мережі Інтернетом за стандартом 4G від lifecell.
| Оператор     | Тел. зв'язок | 2G (GSM) | 3G (UMTS) | 4G (LTE) | 5G |
| ------------ | ------------ | -------- | --------- | -------- | -- |
| Укртелеком   | +            | -        | -         | -        | -  |
| Vodafone     | +            | +        | -         | -        | -  |
| Київстар     | +            | +        | -         | -        | -  |
| lifecell     | +            | +        | +         | +        | -  |
| Інтертелеком | +            | +        | +         | -        | -  |

В ході російської окупації, від березня 2022 року всі базові станції українських мереж демонтовані.
В ході російської окупації, від червня 2022 року територія села покрита нестабільним зв'язком "Лугаком" (2G). Телефонний код оператора +38072.

## Вихідці
- Кучма Іван Трофимович (нар. Оріхове — † Стаханів (місто)) — партизан у Друга світова війна. За відважну боротьбу проти окупантів був замучений Гестапо, розстріляний та скинутий в шахту. Після звільнення Стаханова (у 1943 році) останки перенесені у Братську могилу на вул. Кірова. Увіковічений на іменній дошці, складовій меморіалу.[8]
- Шевченко Іван Федотович (10 лютого 1937, Оріхове — † 29 вересня 1976, Оріхове) — один з засновників населеного пункту.
- Шевченко Марія Трофимівна (9 жовтня 1923, Оріхове — † 11 травня 2020, Вишневе (Старобільський район)) — ветеран Друга світова війна, свідок Голодомору. Найстарша жінка-ветеран в Старобільському районі. Похована 12 травня 2020 року в селі Оріхове, поруч з чоловіком.
- Савенко Ігор Володимирович (нар. Оріхове — † 24 лютого 2022, дорога Р07 поблизу Вишневе (Старобільський район)) — мирний мешканець села, який загинув в ході військових маневрів під час російського вторгнення в Україну. Похований в Чмирівці.